# Zinnsoldat

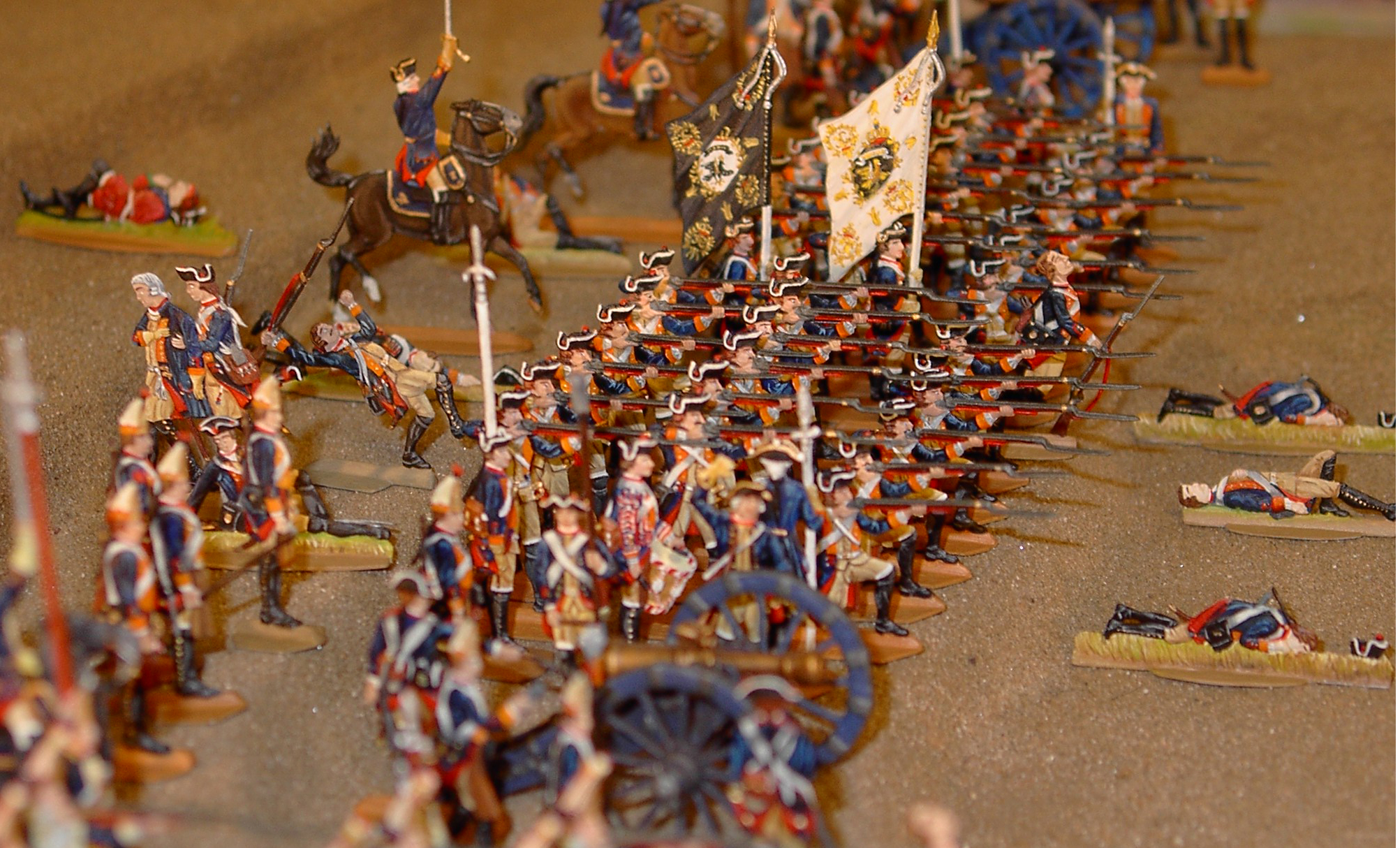
Zinnsoldaten zur Nachstellung der Schlacht von Kunersdorf 1757

Zinnsoldaten sind Nachbildungen von Soldaten in Weißmetall, meist in Form einer Zinn-Blei-Legierung.
Derartige Spielfiguren wurden früher in großen Mengen besonders in Nürnberg und Fürth hergestellt. Dabei dienten Soldaten aller Waffengattungen und verschiedener Heere als Vorbilder. Carl Alexander Heideloff, dessen Bruder Manfred, Wilhelm Camphausen und andere Künstler haben Entwürfe hierfür geliefert. Zu Beginn waren sie meist flach gehalten (ähnlich dem Halbrelief), wurden später aber dann plastisch ausgeformt und entsprechend den Vorbildern bemalt. Waren den Zinnsoldaten ähnliche Figuren bereits in der Zeit des Römischen Reiches bekannt, so bildete die Zeit nach dem Siebenjährigen Krieg die wichtigste Aufschwungphase für die Zinnfiguren-Industrie.